# 송탄로
송탄로(ongtan-ro) 평택시 중앙동 장당사거리에서 지산동 목천고가오거리를 잇는 4.533km 도로이다.

## 주요 경유지
경기도
- 평택시 (중앙동 . 서정동 . 지산동)

## 노선
| 이름                | 접속노선                | 소재지 | 소재지 | 비고 |
| ------------------- | ----------------------- | ------ | ------ | ---- |
| 장당사거리          | 국도 제1호선 (경기대로) | 평택시 | 중앙동 |      |
| 파고다택시사거리    | 탄현로 서정역로         | 평택시 | 중앙동 |      |
| 서정빌딩사거리      | 정암로                  | 평택시 | 중앙동 |      |
| 서두물 교차로       | 서정남로                | 평택시 | 서정동 |      |
| 지장초교사거리      | 관광특구로 지장로11번길 | 평택시 | 서정동 |      |
| 서정주공2단지사거리 | 서정북로                | 평택시 | 서정동 |      |
| 송탄터미널사거리    | 지산로                  | 평택시 | 지산동 |      |
| 목천고가오거리      | 탄현로 지산천로         | 평택시 | 지산동 |      |

## 주요 시설및 건물
- 미래휠타이어 (송탄로 5/장당동 407-1)
- 효명고등학교 (송탄로 51/장당동 519-3)
- 효명중학교 (송탄로 51/장당동 470)
- 해드림안경원 (송탄로 63/이충동 517-3)
- LG유플러스 (송탄로 66/이충동 611-4)
- 피자마루평택장당점 (송탄로 66/이충동 611-4)
- 이안치과의원 (송탄로 66/이충동 611-4)
- 이삭토스트 (송탄로 66/이충동 611-4)
- GS25송탄장당점 (송탄로 72/이충동 611-1)
- 평택시 선거관리위원회 (송탄로 75/이충동 514-6)
- HD현대오일뱅크직영 송탄제일셀프주유소 (송탄로 81/장당동 477-4)
- GS25송탄주공점 (송탄로 112/이충동 488)
- KB매직카 (송탄로 116/이충동 491)
- 기아자동차 (송탄로 156/이충동 447~8)
- 프로미카월드 평택송탄점 (송탄로 193/서정동 907-6)
- 대길카서비스 (송탄로 195/서정동 907-5)
- 형제카서비스 (송탄로 198/서정동 908-6)
- 빅스타피자 송탄점 (송탄로 200/서정동 908-4)
- 넘버원손세차장 (송탄로 201/서정동 907-2)
- 한호 동물병원동물약품 (송탄로 202/서정동 908-2)
- 현대모비스 사파 (송탄로 205/서정동 907-1)
- 한국지엠 동호지정서비스 (송탄로 211/서정동 889-7)
- 알뜰주유소 배트맨주유소 (송탄로 212/서정동 888-4)
- 철물건재공구수도 할인마트 (송탄로 214/서정동 888-1)
- 바로이마트 (송탄로 215/서정동 889-2)
- 르노코리아자동차 지정정비코너송탄점 (송탄로 238/서정동 865-16)
- S-OIL승일주유소 (송탄로 240/서정동 865-17)
- 삼성스토어 신송탄점 (송탄로 241/서정동 866-5)
- 리포동물병원 (송탄로 255/서정동 838-3)
- 한국카센터 (송탄로 286/서정동 792-15)
- 카젠 송탄점 (송탄로 288/서정동 792-16)
- 차차차 (송탄로 289/서정동 791-1)
- 자동차랜드 (송탄로 290/792-17)
- 이마트24평택지산중앙점 (송탄로 373/지산동 798-20)
- 지산동행정복지센터 (송탄로 379/지산동 798-4)
- GS25송탄렉스빌점 (송탄로 385/지산동 781-15)
- 투썸플레이스송탄렉스빌점 (송탄로 385/지산동 781-15)
- 농협송탄농협 중앙지점 (송탄로 421/지산동 756-84)